# Eurostar (космическая платформа)
Eurostar — название семейства космических платформ для создания геостационарных спутников связи разрабатываемых с середины 80-х годов XX-го века подразделением франко-германской компанией EADS Astrium. Финальная фаза сборки спутников происходит в Тулузе, на юге Франции.
На декабрь 2011, на вариантах этой платформы были построены 54 спутника связи, и ещё 13 находятся на различных стадиях изготовления.

## Eurostar 1000
Первый вариант платформы, Eurostar 1000, был разработан для второго поколения спутников Inmarsat и производился франко-британской компанией Matra Marconi Space. Блок полезной нагрузки изготовлялся американской компанией Hughes. Всего было изготовлено 4 спутника: «Inmarsat-2 F1», «Inmarsat-2 F2», «Inmarsat-2 F3» и «Inmarsat-2 F4».
Геостационарные спутники «Inmarsat-2» имели следующие характеристики:
- Масса на орбите 1310 кг;
- 3-осная система ориентации;
- двигательная установка коррекции орбиты на основе двухкомпонентного топлива (ММГ + АТ)[7];
- Аппогейный двигатель R-4D-11;
- 4 активных транспондера L-диапазона (и два пассивных), 2 активных транспондера C-диапазона (и ещё один пассивный);
- Срок активного существования (САС) составлял 10 лет.

Хотя САС спутников составлял 10 лет, первый из спутников, всё ещё работал в феврале 2011 года, то есть реальное время активного существования превысило 20 лет. На декабрь 2011 года, Inmarsat-2 F2 и Inmarsat-2 F4 продолжали работать на орбите.

## Eurostar 2000
Второе поколение платформы называлось Eurostar 2000 и первый космический аппарат (КА) основанный на ней (Télécom 2A) был запущен 16 декабря 1991 года. Всего на платформе Eurostar 2000 были построены 9 спутников (последний запуск был произведён 17 августа 2000 года, спутник Nilesat 102).
Платформа Eurostar 2000 имела следующие характеристики:
- сухая масса 1200—1900 кг, стартовая масса 1600—2300 кг;
- масса модуля полезной нагрузки — до 400 кг;
- размер: 2.0 м × 2.1 м × 2.0 м;
- 3-осная система ориентации;
- мощность выделяемая для полезной нагрузки: 2 — 4 кВт;
- двигательная установка коррекции орбиты на основе двухкомпонентного топлива (ММГ + АТ);
- апогейный двигатель R-4D-11 или R-4D-11-300;
- срок активного существования (САС) доходил до 12 лет.

### Eurostar 2000+
Позднее платформа была усовершенствована в сторону увеличения массовых и энергетических характеристик. Вариант Eurostar 2000+ уже имел следующие характеристики:
- сухая масса 1750—2850 кг;
- стартовая масса 2300 — 3400 кг;
- масса полезной нагрузки доходила до 550 кг;
- мощность выделяемая полезной нагрузке варьировалась от 4 до 7 кВт.
- предусматривалась возможность установки плазменных двигателей для коррекции наклонения.

На платформе Eurostar 2000+ были построены 14 спутников, и 12 из них успешно запущены (первый спутник «Hot Bird 2» был запущен 22 ноября 1996 года и последний, «Arabsat 4AR», 07 июля 2008 года). Ещё два спутника были потеряны в результате аварий ракет-носителей.

## Eurostar 3000
Начиная с 2004 года, в эксплуатацию вводится новый вариант платформы Eurostar, Eurostar 3000. На этой платформе впервые стали использоваться литий-ионные батареи, солнечные батареи на основе трёхкаскадных элементов из арсенида галлия и впервые стала устанавливаться электрическая двигательная установка для коррекции орбиты. Кроме того, срок службы платформы был увеличен до 15 лет.
Всего существует четыре модификации этой платформы:
- E3000S для спутников среднего размера;
- E3000 для средних и тяжелых спутников;
- E3000GM для спутников мобильной связи, работающих с геостационарной орбиты;
- E3000LX для тяжелых и сверх-тяжелых спутников;

Характеристики серий платформы Eurostar 3000 приведены в таблице:
| E3000S  | 5   | до 12 | 6 — 8   | фиксированная связь, непосредственное телевещание, услуги мультимедиа | Eutelsat W3A, Amazonas 1, Skynet 5A         |
| E3000   | 6   | до 14 | 6 — 10  | фиксированная связь, непосредственное телевещание, услуги мультимедиа | Экспресс АМ4, Астра 1M, KA-SAT              |
| E3000GM | 6   | до 14 | 6 — 10  | Геостационарная мобильная связь                                       | Inmarsat-4 F1, Inmarsat-4 F2, Inmarsat-4 F3 |
| E3000LX | 6,4 | до 20 | 10 — 14 | фиксированная связь, непосредственное телевещание, услуги мультимедиа |                                             |

### Конструкция Eurostar 3000

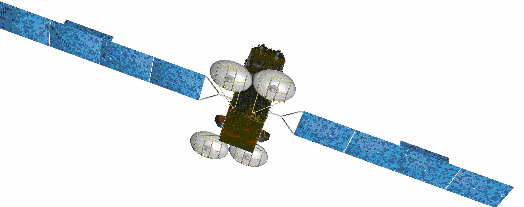
KA-SAT созданный на платформе Eurostar 3000

Космический аппарат на базе Eurostar 3000 состоит из центральной трубы, на которую крепятся два основных модуля: модуль полезной нагрузки («Communication Module») и модуль служебных систем («Service Module»). Модуль служебных систем находится у основания центральной трубы и несёт на себе двигательную установку, системы электроснабжения и управления, а также другие служебные системы. Модуль полезной нагрузки  крепится сверху и несёт на себе всю полезную нагрузку КА.
На КА устанавливается апогейный жидкостный ракетный двигатель, который используется для довывода с геопереходной на геостационарную орбиты. Компоненты топлива для него хранятся в четырёх одинаковых баках (два с горючим ММГ и два с окислителем АТ), симметрично расположенных вокруг центральной трубы. Бак наддува с гелием устанавливается внутри центральной трубы. Радиаторы избыточного тепла модуля служебных систем устанавливаются на «Северной» и «Южной» панелях спутника. Двигательная установка стабилизации расположена на основной панели модуля служебных систем, а оборудование системы управления — под ней.
Модуль полезной нагрузки адаптируется для каждой миссии и состоит из панелей на которых крепится телекоммуникационное оборудование: фильтры, усилители и другое специфическое оборудование. Наружные поверхности Северной и Южной панелей выступают в качестве радиаторов. На Земной панели крепятся излучатели антенн, а их развёртываемые отражатели транспортируются во время запуска временно прикрепленными к Восточной и Западной панелям. Отражатели раскрываются на целевой геостационарной орбите.
Электроснабжение спутника обеспечивается двумя солнечными батареями (СБ), каждая из которых может состоять из нескольких элементов. СБ транспортируются во время запуска сложенными на внешней стороне Северной и Южной панелей и полностью развёртываются только после стабилизации спутника на геостационарной орбите. Внешняя панель каждого крыла развертывается сразу после отделения от разгонного блока, для обеспечения минимального питания во время предварительных манёвров. Для обеспечения питания во время солнечных затмений Землёй (около 72 мин), питание обеспечивается двумя литий-ионными аккумуляторами.
Для первоначальной стабилизации на целевой орбите используется Система Определения и Контроля Ориентации (Attitude Determination and Control System). Орбитальные манёвры и стабилизация выполняется с помощью маломощных (10 Н) жидкостных двигателей.

### Список спутников построенных на Eurostar 3000
| Список спутников основанных на платформе «Eurostar 3000» | Список спутников основанных на платформе «Eurostar 3000» | Список спутников основанных на платформе «Eurostar 3000» | Список спутников основанных на платформе «Eurostar 3000» | Список спутников основанных на платформе «Eurostar 3000» | Список спутников основанных на платформе «Eurostar 3000» | Список спутников основанных на платформе «Eurostar 3000» | Список спутников основанных на платформе «Eurostar 3000» | Список спутников основанных на платформе «Eurostar 3000» | Список спутников основанных на платформе «Eurostar 3000» | Список спутников основанных на платформе «Eurostar 3000» |
| №                                                        | Название                                                 | Серия                                                    | Страна и Заказчик                                        | Дата запуска                                             | РН                                                       | Характеристики, ПН и назначение |                                                          |                                                          |                                                          |                                                          |
| -------------------------------------------------------- | -------------------------------------------------------- | -------------------------------------------------------- | -------------------------------------------------------- | -------------------------------------------------------- | -------------------------------------------------------- | --- | -------------------------------------------------------- | -------------------------------------------------------- | -------------------------------------------------------- | -------------------------------------------------------- |
| Состоявшиеся запуски                                     |                                                          |                                                          |                                                          |                                                          |                                                          | |                                                          |                                                          |                                                          |                                                          |
| 01                                                       | Eutelsat W3A                                             | E3000S                                                   | Eutelsat                                                 | 15.03.2004                                               | «Протон-М» — «Бриз-М»                                    | Спутник связи. Стартовая масса 4300 кг, 38 транспондеров Ku-, 2 Ka-диапазонов. САС 12 лет. |                                                          |                                                          |                                                          |                                                          |
| 02                                                       | Intelsat 10-02                                           | E3000                                                    | Intelsat                                                 | 16.06.2004                                               | «Протон-М» — «Бриз-М»                                    | Спутник связи. Ст. масса 5500 кг, мощность ПН 8 кВт, 45 транспондеров С-, 16 Ku-диапазонов |                                                          |                                                          |                                                          |                                                          |
| 03                                                       | Amazonas 1                                               | E3000S                                                   | Hispasat                                                 | 04.08.2004                                               | «Протон-М» — «Бриз-М»                                    | Спутник связи. Ст. масса 4545 кг, 27 транспондеров С-, 36 Ku-диапазонов |                                                          |                                                          |                                                          |                                                          |
| 04                                                       | Inmarsat-4 F1                                            | E3000GM                                                  | Inmarsat                                                 | 11.03.2005                                               | «Атлас-5» (431)                                          | Спутник мобильной спутниковой связи. Ст. масса 5959 кг, САС 13 лет |                                                          |                                                          |                                                          |                                                          |
| 05                                                       | Anik F1R                                                 | E3000S                                                   | Telesat                                                  | 08.09.2005                                               | «Протон-М» — «Бриз-М                                     | Спутник связи. Ст. масса 4000 кг, мощность ПН 10 кВт, 24 транспондеров С-, 32 Ku-диапазонов, САС 15 лет |                                                          |                                                          |                                                          |                                                          |
| 06                                                       | Inmarsat-4 F2                                            | E3000GM                                                  | Inmarsat                                                 | 08.11.2005                                               | »Морской старт"                                          | Спутник мобильной спутниковой связи. Ст. масса 5945 кг, САС 13 лет |                                                          |                                                          |                                                          |                                                          |
| 07                                                       | Hot Bird 8                                               | E3000                                                    | Eutelsat                                                 | 04.08.2006                                               | РН «Протон-М» — «Бриз-М»                                 | Спутник связи. Ст. масса 4875 кг, общая мощность 14 кВт, 64 транспондеров Ku-диапазонов, САС 15 лет |                                                          |                                                          |                                                          |                                                          |
| 08                                                       | Skynet 5A                                                | E3000S                                                   | Paradigm Secure Communications                           | 11.03.2007                                               | «Ариан-5ECA»                                             | Военный связной спутник, ст. масса 4700 кг, САС 15 лет |                                                          |                                                          |                                                          |                                                          |
| 09                                                       | Anik F3                                                  | E3000S                                                   | Telesat                                                  | 09.04.2007                                               | «Протон-М» — «Бриз-М                                     | Спутник связи. Стартовая масса 4600 кг, мощность ПН 10 кВт, 24 транспондеров С-, 32 Ku- и 2 Ka-диапазонов, САС 15 лет |                                                          |                                                          |                                                          |                                                          |
| 10                                                       | Skynet 5B                                                | E3000S                                                   | Paradigm Secure Communications                           | 14.11.2007                                               | »Ариан-5ECA"                                             | Военный связной спутник, ст. масса 4700 кг, САС 15 лет |                                                          |                                                          |                                                          |                                                          |
| 10                                                       | Skynet 5C                                                | E3000S                                                   | Paradigm Secure Communications                           | 12.06.2008                                               | «Ариан-5ECA»                                             | Военный связной спутник, ст. масса 4700 кг, САС 15 лет |                                                          |                                                          |                                                          |                                                          |
| 11                                                       | Inmarsat-4 F3                                            | E3000GM                                                  | Inmarsat                                                 | 18.08.2008                                               | «Протон-М» — «Бриз-М»                                    | Спутник мобильной спутниковой связи. Ст. масса 5960 кг, САС 13 лет |                                                          |                                                          |                                                          |                                                          |
| 12                                                       | Nimiq 4                                                  | E3000S                                                   | Telesat                                                  | 19.09.2008                                               | «Протон-М» — «Бриз-М                                     | Спутник связи. Стартовая масса 4800 кг, общая мощность 12 кВт, 32 транспондеров Ku- и 8 Ka-диапазонов, САС 15 лет |                                                          |                                                          |                                                          |                                                          |
| 13                                                       | Астра 1M                                                 | E3000                                                    | SES S.A.                                                 | 05.11.2008                                               | »Протон-М" — «Бриз-М»                                    | Спутник связи. ПН КА состоит из 36 транспондеров Ku-диапазона по 150 Вт. Ст. масса 5320 кг, общая мощность 10 кВт, САС 15 лет. |                                                          |                                                          |                                                          |                                                          |
| 14                                                       | Hot Bird 9                                               | E3000                                                    | Eutelsat                                                 | 20.12.2008                                               | «Ариан-5ECA»                                             | Спутник связи. Ст. масса 4875 кг, общая мощность 14,5 кВт, 64 транспондеров Ku-диапазонов, САС 15 лет |                                                          |                                                          |                                                          |                                                          |
| 15                                                       | Hot Bird 10                                              | E3000                                                    | Eutelsat                                                 | 12.02.2009                                               | «Ариан-5ECA»                                             | Спутник связи. Ст. масса 4875 кг, общая мощность 14,5 кВт, 64 транспондеров Ku-диапазонов, САС 15 лет |                                                          |                                                          |                                                          |                                                          |
| 16                                                       | Amazonas 2                                               | E3000                                                    | Hispasat                                                 | 01.10.2009                                               | «Ариан-5ECA»                                             | Спутник связи. Ст. масса 5400 кг, 10 транспондеров С-, 54 Ku-диапазонов. Общая мощность 12 кВт. САС 15 лет. |                                                          |                                                          |                                                          |                                                          |
| 17                                                       | Astra 3B                                                 | E3000                                                    | SES Astra                                                | 21.05.2010                                               | «Ариан-5ECA»                                             | Ст. масса 6000 кг. Спутник связи. 52 транспондеров Ku- и 4 Ka-диапазонов, САС 15 лет |                                                          |                                                          |                                                          |                                                          |
| 18                                                       | Badr 5 (Arabsat 5B)                                      | E3000                                                    | Arabsat                                                  | 03.06.2010                                               | «Протон-М» — «Бриз-М»                                    | Спутник связи. Стартовая масса 5420 кг, общая мощность 14 кВт, 56 транспондеров Ku- и Ka-диапазонов, САС 15 лет |                                                          |                                                          |                                                          |                                                          |
| 19                                                       | Arabsat 5A                                               | E3000                                                    | Arabsat                                                  | 26.06.2010                                               | «Ариан-5ECA»                                             | Спутник связи. Стартовая масса 4939 кг, общая мощность 11 кВт, 16 транспондеров С-, 24 Ku-диапазонов, САС 15 лет |                                                          |                                                          |                                                          |                                                          |
| 20                                                       | COMS 1 (Chollian)                                        | E3000S                                                   | Korea Aerospace and Research Institute                   | 26.06.2010                                               | «Ариан-5ECA»                                             | Коммуникационный, океанографический и метеорологический исследовательский спутник. Стартовая масса 2460 кг, общая мощность 2,5 кВт. В качестве ПН несёт метеорологическое и океанографическое оборудование, а также транспондер S-/L-диапазонов, и Ka-диапазона, САС 15 лет.                                              |                                                          |                                                          |                                                          |                                                          |
| 21                                                       | KA-SAT                                                   | E3000                                                    | Eutelsat                                                 | 26.12.2010                                               | «Протон-М» — «Бриз-М»                                    | Спутник связи. Стартовая масса 6150 кг, общая мощность 15 кВт (11 кВт для ПН), работает эксклюзивно в Ka-диапазоне для обеспечения широкополосного доступа в интернет в Европе, САС 15 лет. |                                                          |                                                          |                                                          |                                                          |
| 22                                                       | Yahsat 1A (Y1A)                                          | E3000                                                    | Яхсат                                                    | 22.04.2011                                               | «Ариан-5ECA»                                             | Спутник связи двойного назначения. Ст. масса 5965 кг. 14 транспондеров С-, 25 Ku-, а также транспондеры Ka-диапазона военного назначения, САС 15 лет. Работает в паре с Yahsat 1B |                                                          |                                                          |                                                          |                                                          |
| 23                                                       | Astra 1N                                                 | E3000                                                    | SES Astra                                                | 06.08.2011                                               | «Ариан-5ECA»                                             | Спутник связи. На борту имеет 55 транспондеров Ku-диапазона с зоной покрытия в Европе. САС 15 лет. |                                                          |                                                          |                                                          |                                                          |
| 24                                                       | Экспресс АМ4                                             | E3000                                                    | ГПКС                                                     | 06.08.2011                                               | «Протон-М» — «Бриз-М»                                    | Аварийный пуск. Спутник потерян в результате аварии разгонного блока. Спутник был предназначен для цифрового вещания на территории России. ПН — 30 транспондеров C-диапазона, 28 Ku-диапазона, 2 Ka-диапазона и 3 L-диапазона (всего 63 транспондера), а также 10 антенн с перенацеливаемыми лучами. Мощность ПН — 14кВт. |                                                          |                                                          |                                                          |                                                          |
| 25                                                       | Arabsat 5C                                               | E3000                                                    | Arabsat                                                  | 21.09.2011                                               | «Ариан-5ECA»                                             | Спутник связи. Ст. масса 4630 кг. 26 транспондеров С-, а также 12 Ka-диапазона, САС 15 лет. |                                                          |                                                          |                                                          |                                                          |
| 26                                                       | Atlantic Bird 7                                          | E3000                                                    | Eutelsat                                                 | 24.09.2011                                               | Морской старт                                            | Спутник связи. Ст. масса 4600 кг. 56 транспондеров Ku-диапазона, САС 15 лет. |                                                          |                                                          |                                                          |                                                          |
| 27                                                       | Yahsat 1B (Y1B)                                          | E3000                                                    | Яхсат                                                    | 24.04.2012                                               | «Протон-М» — «Бриз-М»                                    | Спутник связи двойного назначения. Ст. масса 6000 кг. На борту имеет транспондеры Ka-диапазона военного назначения, САС 15 лет. Работает в паре с Yahsat 1A |                                                          |                                                          |                                                          |                                                          |
| 28                                                       | Express AM4R                                             | E3000                                                    | ГПКС                                                     | 16.05.14                                                 | «Протон-М»-«Бриз-М»                                      | Аварийный пуск. Спутник потерян в результате аварии ракеты носителя. Спутник был предназначен для цифрового вещания на территории России. ПН — 30 транспондеров C-диапазона, 28 Ku-диапазона, 2 Ka-диапазона и 3 L-диапазона (всего 63 транспондера), а также 10 антенн с перенацеливаемыми лучами. Мощность ПН — 14кВт   |                                                          |                                                          |                                                          |                                                          |
| 29                                                       | Express AM7                                              | E3000                                                    | ГПКС                                                     | 19.03.2015                                               | «Протон-М»-«Бриз-М»                                      | Спутник связи на ГСО. Транспондеры: Ku-диапазон: 36 C-диапазон: 24 L-диапазон: 2 |                                                          |                                                          |                                                          |                                                          |
| 30                                                       | Express AMU1                                             | E3000                                                    | ГПКС                                                     | 25.12.2015                                               | «Протон-М»-«Бриз-М»                                      | Спутник связи на ГСО. Транспондеры: Ka-диапазон: 20 Ku-диапазон: 61 |                                                          |                                                          |                                                          |                                                          |
| Планируемые запуски                                      |                                                          |                                                          |                                                          |                                                          |                                                          | |                                                          |                                                          |                                                          |                                                          |

## Eurostar Neo
Eurostar Neo - платформа для создания на её основе спутников на геостационарной орбите со сроком активного существования в 15 лет, являющаяся развитием Eurostar 3000. Платформа имеет электрореактивные двигатели и новые солнечные батареи, способные обеспечить мощность до 25 кВт, предполагается возможность увеличения мощности системы энергоснабжения платформы до 30 кВт. На базе Eurostar Neo возможно создание аппаратов массой от 3 до 6.8 тонн с потребляемой мощностью от 7 до 24 кВт.  Первым спутником на базе Eurostar Neo стал Hotbird 13F компании Eutelsat, запущенный в октябре 2022 года.